# Állatövi jegy

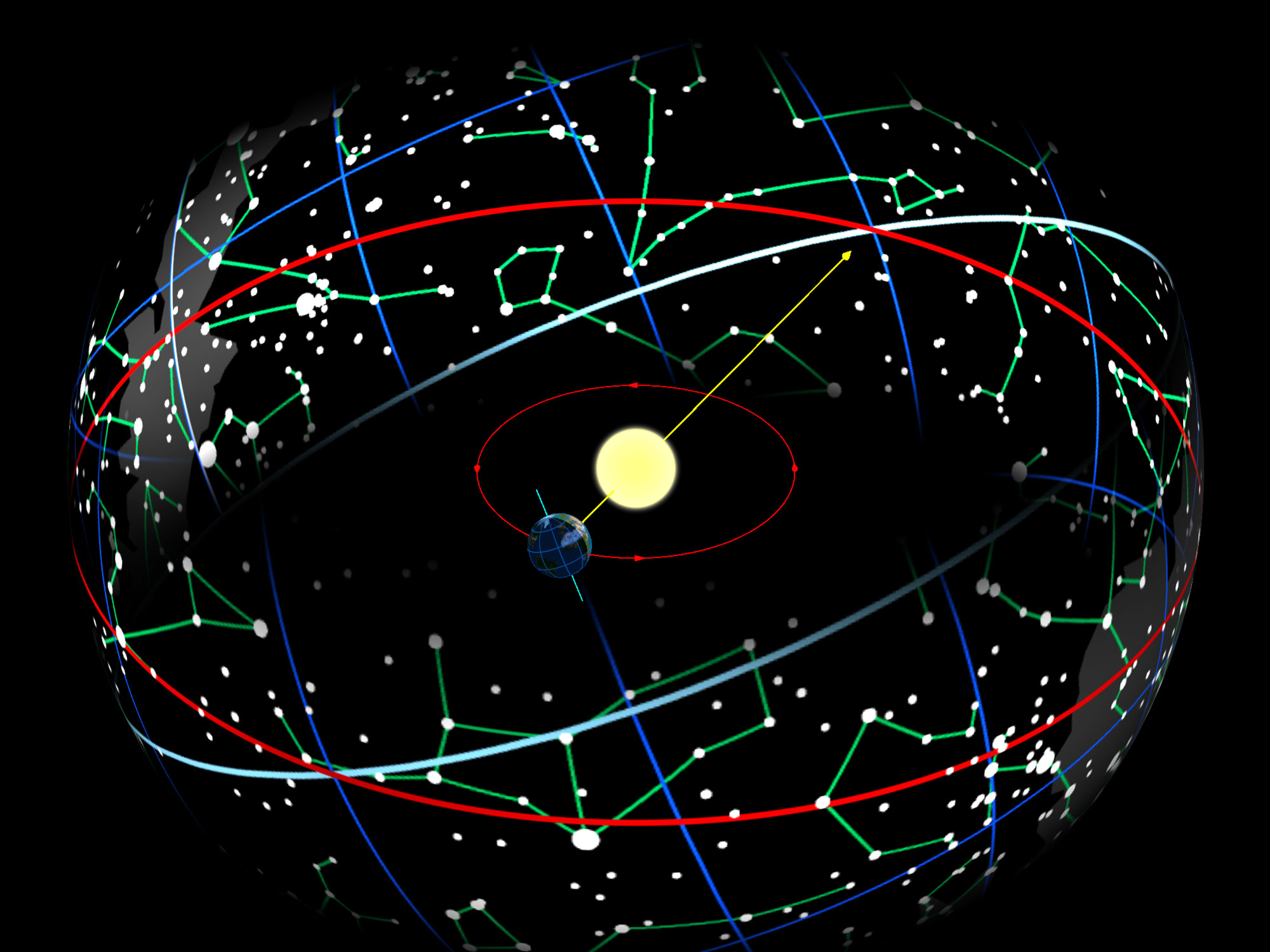
Az ekliptika mentén fut végig az állatöv

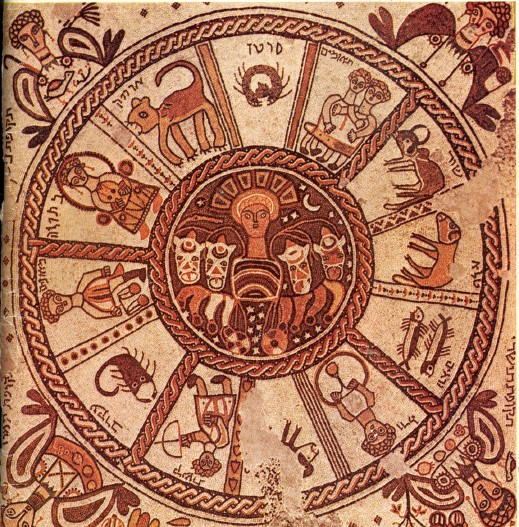
Zodiákus egy 6. századi mozaikpadlón egy Beit Alpha-i zsinagógában; görög-bizánci elemekkel

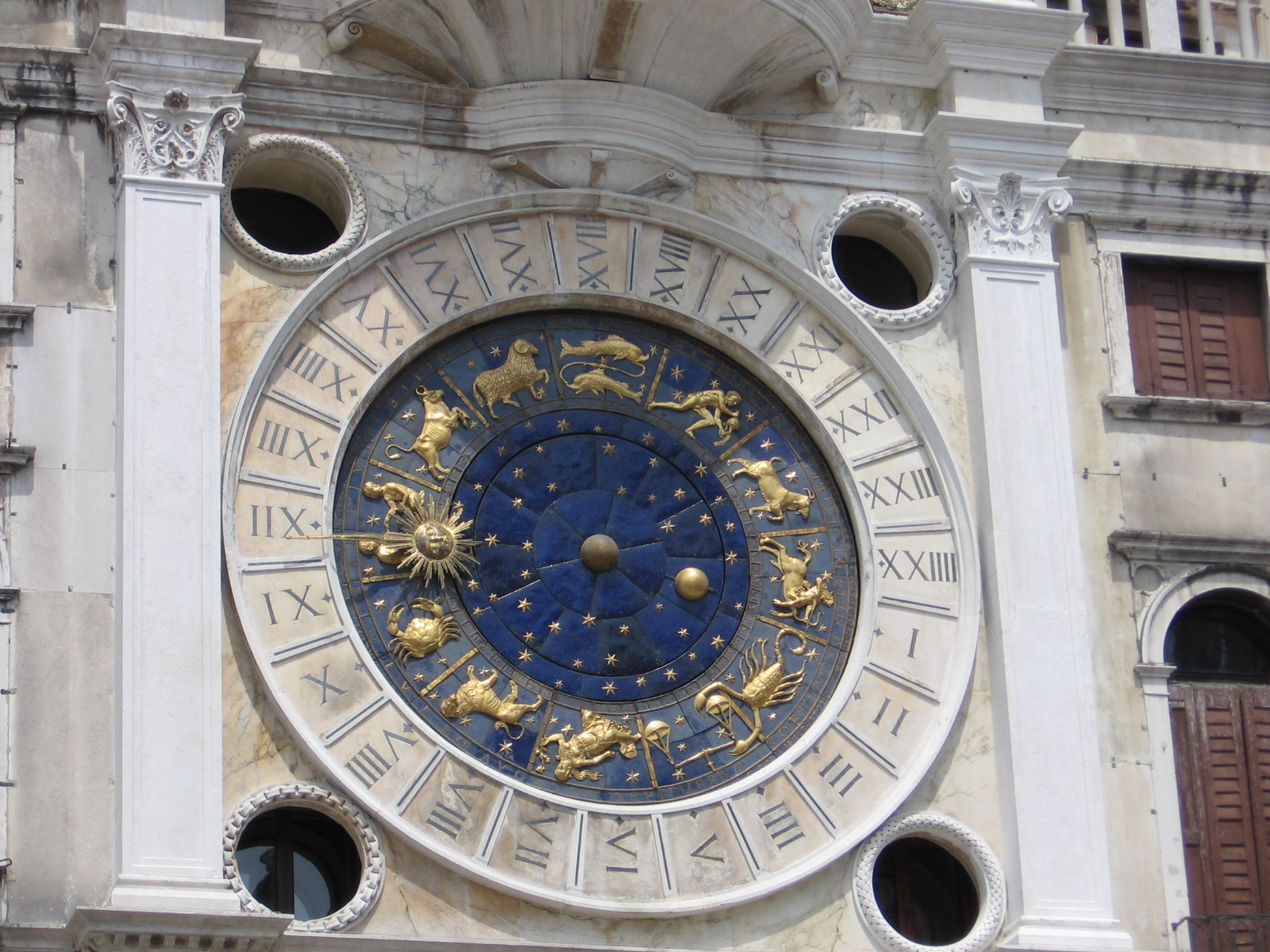
Állatövi jegyekkel díszített óra a velencei Szent Márk téren

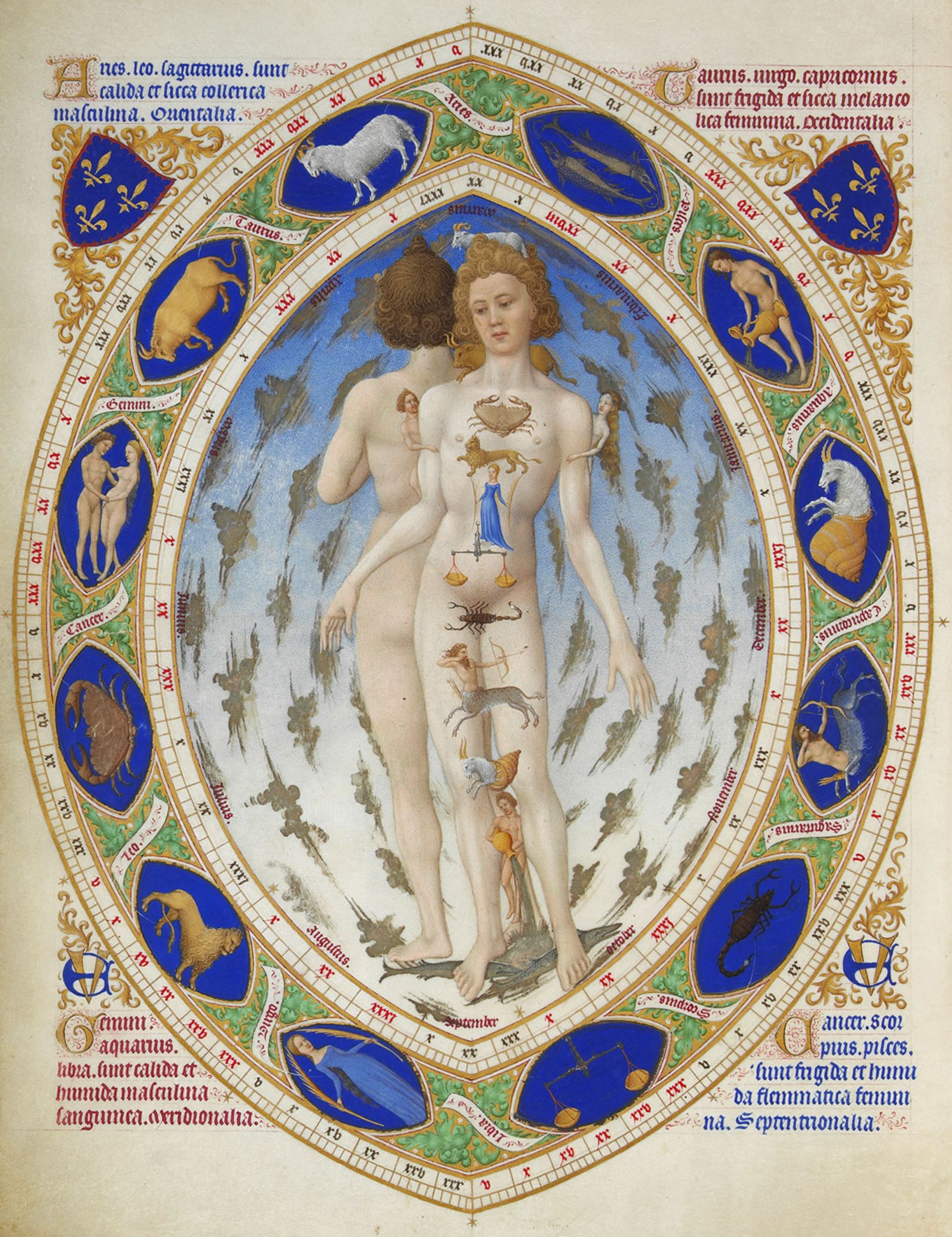

Az állatövi jegyek tizenkét részre (csillagjegyre) osztják az ekliptikát, azaz azt az utat, amin a Nap a Földről nézve végighalad egy év alatt. Az ókori Babilonból származik; ez az első ismert égi koordináta-rendszer. Ma az asztrológiában használják.
A nyugati és az indiai (védikus) asztrológia ugyanazokat a jegyeket ismeri; a fő eltérés, hogy a nyugati a tropikus, míg a védikus a sziderikus (sziderális) asztrológiát használja. A tavaszpont precessziója következtében a csillagképek helyzete változik az égen, és a tropikus asztrológia állatövi jegyei már nem felelnek meg az égen található csillagképeknek, míg a sziderikus asztrológiában igen.
A kínai asztrológiában nemcsak a hónapokhoz, hanem az egyes évekhez is hozzárendelik az állatövi jegyeket; itt más nevük van.
| Név (magyar és latin) | Dátum (tropikus)             | Indiai név | Dátum (sziderikus)           | Elem   | Uralkodó            | Egzaltáció | Esés              | Exil               | Jel |
| --------------------- | ---------------------------- | ---------- | ---------------------------- | ------ | ------------------- | ---------- | ----------------- | ------------------ | --- |
| Kos Aries             | március 21.–április 20.      | Mesa       | április 14.–május 14.        | tűz    | Mars                | Nap        | Szaturnusz        | Vénusz             |     |
| Bika Taurus           | április 21.–május 20.        | Vrisabha   | május 15.–június 14.         | föld   | Vénusz              | Hold       | Uránusz           | Mars / Plútó       |     |
| Ikrek Gemini          | május 21.–június 21.         | Mithuna    | június 14.–július 16.        | levegő | Merkúr              | É. h.      | D. h.             | Jupiter            |     |
| Rák Cancer            | június 22.–július 22.        | Karka      | július 17.–augusztus 16.     | víz    | Hold                | Jupiter    | Mars              | Szaturnusz         |     |
| Oroszlán Leo          | július 23.–augusztus 23.     | Simha      | augusztus 17.–szeptember 16. | tűz    | Nap                 | Neptunusz  | –                 | Uránusz            |     |
| Szűz Virgo            | augusztus 24.–szeptember 22. | Kanya      | szeptember 17.–október 17.   | föld   | Merkúr              | Merkúr     | Vénusz, Neptunusz | Jupiter, Neptunusz |     |
| Mérleg Libra          | szeptember 23.–október 23.   | Tula       | október 18.–november 16.     | levegő | Vénusz              | Szaturnusz | Nap               | Mars               |     |
| Skorpió Scorpius      | október 24.–november 22.     | Vrischika  | november 17.–december 15.    | víz    | Mars, Plútó         | Uránusz    | Hold              | Vénusz             |     |
| Nyilas Sagittarius    | november 23.–december 21.    | Dhanus     | december 16.–január 14.      | tűz    | Jupiter             | D. h.      | É. h.             | Merkúr             |     |
| Bak Capricornus       | december 22.–január 20.      | Makara     | január 15.–február 12.       | föld   | Szaturnusz          | Mars       | Jupiter           | Hold               |     |
| Vízöntő Aquarius      | január 21.–február 19.       | Kumbha     | február 13.–március 11.      | levegő | Szaturnusz, Uránusz | –          | Neptunusz         | Nap                |     |
| Halak Pisces          | február 20.–március 20.      | Meenam     | március 11.–április 18.      | víz    | Jupiter, Neptunusz  | Vénusz     | Merkúr            | Merkúr             |     |

É.h. = északi holdcsomópont (a védikus asztrológiában Ráhu), d.h. = déli holdcsomópont (Kétu).